# Dezső Földes
Dezső Földes (30 de diciembre de 1880-27 de marzo de 1950) fue un deportista húngaro que compitió en esgrima, especialista en la modalidad de sable. Participó en dos Juegos Olímpicos de Verano en los años 1908 y 1912, obteniendo dos medallas, oro en Londres 1908 y oro en Estocolmo 1912.

## Palmarés internacional
| Juegos Olímpicos | Juegos Olímpicos      | Juegos Olímpicos | Juegos Olímpicos  |
| Año              | Lugar                 | Medalla          | Prueba            |
| ---------------- | --------------------- | ---------------- | ----------------- |
| 1908             | Londres (Reino Unido) | Medalla de oro   | Sable por equipos |
| 1912             | Estocolmo (Suecia)    | Medalla de oro   | Sable por equipos |